# تأسيس الاتحاد السوفيتي

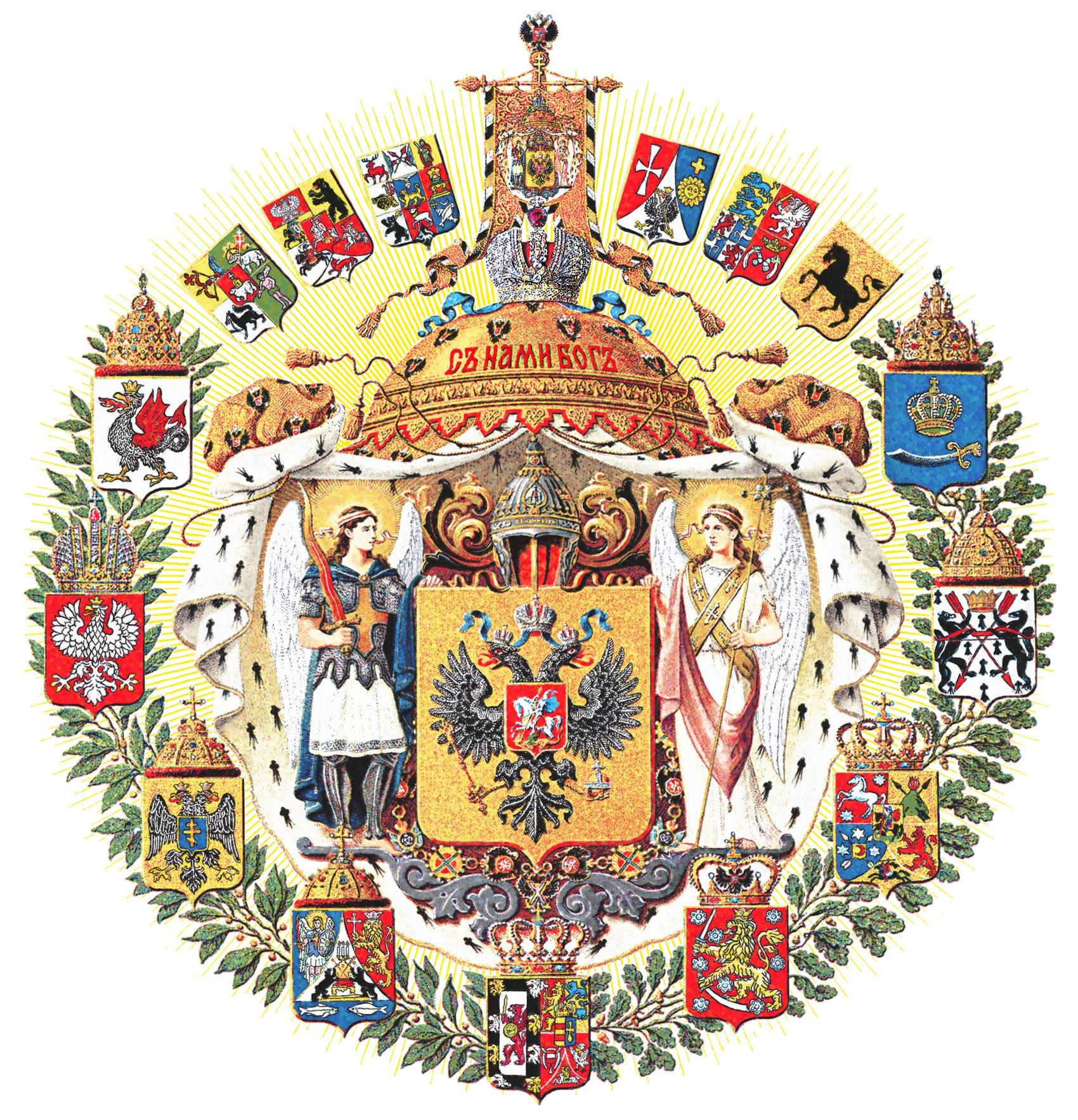

شهدت السنوات العشر بين عامي 1917 و1927 تحولًا جذريًا للإمبراطورية الروسية لتصبح دولة شيوعية هي الاتحاد السوفييتي. يغطي مسمى روسيا السوفييتية الفترة بين 1917–1922 لتصبح التسمية بعدها هي الاتحاد السوفييتي بين عامي 1922 و1991. بعد الحرب الأهلية الروسية (1917–1923) اتخذ البلشفيون (الشيوعيون) سلطة دكتاتورية. تبنى البلشفيون نسخة من الماركسية طورها فلاديمير لينين. توعد هذا التوجه اللينيني بأن العمال سوف ينهضون ويدمرون الرأسمالية وينشئون مدينة فاضلة اشتراكية تحت قيادة الحزب الشيوعي السوفييتي. كان هناك مشكلة صغيرة هي صغر نسبة البروليتاريا، وذلك في مجتمع فلاحي بامتياز يملك صناعات محدودة وطبقة متوسطة صغيرة جدًا. بعد ثورة فبراير عام 1917 التي أطاحت بنيكولاس الثاني قيصر روسيا، أتاحت حكومة مؤقتة قصيرة الأمد للبلشفيين بالنهوض في ثورة أكتوبر. أُعيدت تسمية الحزب البلشفي لاحقًا ليصبح الحزب الشيوعي الروسي.
قُمعت جميع السياسات والمواقف التي لم تتماشى بشكل مطلق مع سياسات الحزب الشيوعي الروسي، وذلك بذريعة أن الحزب يمثل البروليتاريا وبالتالي تكون جميع النشاطات المعادية لمبادئ الحزب «معادية للثورة» أو «معادية للاشتراكية»، وهربت معظم العائلات الغنية إلى المنفى. خلال الفترة بين 1917 و 1923، استسلم البلشفيون/الشيوعيون بقيادة لينين للألمان في عام 1918، ثم حاربوا في الحرب الأهلية الروسية المحتدمة ضد عدد من الأعداء كان أبرزهم الجيش الأبيض. نجحوا في السيطرة على الأراضي المركزية الروسية لكنهم خسروا معظم الأراضي غير الروسية التي كانت واقعة تحت سيطرة الإمبراطورية الروسية. بعد هزيمة الأعداء واحدًا تلو الآخر، أسس الحزب الشيوعي الروسي نفسه في الأراضي المركزية الروسية وبعض المناطق غير الروسية مثل أوكرانيا والقوقاز، وأصبح يدعى بالحزب الشيوعي السوفييتي بعد تأسيس الاتحاد السوفييتي عام 1922. بعد موت لينين عام 1924، تولى الأمين العام للحزب الشيوعي الروسي جوزيف ستالين قيادة الاتحاد السوفييتي، محققًا الدكتاتورية المطلقة منذ ثلاثينيات القرن العشرين حتى وفاته عام 1953.

## الثورة الروسية عام 1917
خلال الحرب العالمية الأولى، عاشت روسيا القيصرية إذلالًا عسكريًا ومجاعة وانهيارًا اقتصاديًا. عانى الجيش الروسي المحبط من انتكاسات عسكرية شديدة، وترك العديد من الجنود مواقعهم في الخطوط الأمامية. تزايد الاستياء ضمن الشعب الروسي من الحكم القيصري وسياساته في الحروب المستمرة. تنازل القيصر نيكولاس الثاني عن العرش بعد ثورة فبراير عام 1917 (في مارس 1917 حسب التقويم الجديد)، مما سبب أعمال شغب في بيتروغراد (سان بطرسبرغ) وبعض المدن الروسية الكبرى.
تشكلت الحكومة الروسية المؤقتة مباشرة بعد سقوط القيصر من قبل اللجنة المؤقتة لمجلس الدوما الروسي في بدايات مارس عام 1917 وتلقت دعمًا مشروطًا من المنشفيك. تكونت الحكومة المؤقتة -التي ترأسها في البداية الأمير غيورغي لفوف ثم ألكسندر كيرينسكي- بشكل أساسي من أعضاء برلمان انتخبوا منذ فترة قريبة لمجلس الدوما في الإمبراطورية الروسية، والذين أطيح بهم برفقة القيصر نيكولاس الثاني. حافظت الحكومة المؤقتة الجديدة على التزامها بالحرب، إذ بقيت في حلف الوفاق الثلاثي مع بريطانيا وفرنسا. أجلت الحكومة المؤقتة إصلاحات الأراضي الزراعية التي طلبها البلشفيون.
نظر لينين -الذي اعتبر مجسدًا للأيديولوجية البلشفية- التحالف مع الدول الرأسمالية في غرب أوروبا والولايات المتحدة كعبودية غير طوعية للبروليتاريا الذين أُجبروا على القتال في حرب القوى الإمبريالية. رأي لينين أن روسيا كانت تعود إلى حكم القيصر، لذلك كان من واجب الماركسيين الثوريين -الذين يمثلون الاشتراكية والبروليتاريا- معارضة هذه الأفكار المعادية للاشتراكية ودعم الثورات الاشتراكية في الدول الأخرى.
أما ضمن الجيش، فقد انتشر العصيان والفرار بين المجندين. كانت النخبة المثقفة مستاءة من الوتيرة البطيئة للإصلاحات الاجتماعية إذ كان الفقر يزداد سوءًا، وأصبح التفاوت الطبقي خارجًا عن السيطرة في حين أصبحت الحكومة المؤقتة أكثر استبدادًا وأقل فعالية. بدت الحكومة على وشك اللجوء إلى تشكيل مجلس عسكري. عاد الجنود الفارون إلى المدن وأعطوا أسلحتهم لعمال المصانع الاشتراكيين الغاضبين وشديدي العدائية. مثل الفقر والمجاعة وظروف المعيشة البائسة وغير الإنسانية ظروفًا مثالية للثوار.
خلال الأشهر ما بين فبراير وأكتوبر من عام 1917، شككت جميع الأحزاب السياسية تقريبًا بسلطة الحكومة المؤقتة. ظهر نظام من «السلطة المزدوجة»، وفيه امتلكت الحكومة المؤقتة سلطة اسمية بالرغم من المعارضة الدائمة التي واجهها بها خصمها الأساسي مجلس بيتروغراد، الذين تحكم بهم المنشفيك والثوريون الاشتراكيون (كلاهما حزب اشتراكي ديمقراطي يميل إلى يمين البلشفية). اختار السوفييت عدم الإصرار على إجراء الحكومة لأي تغييرات أخرى بسبب إيمانهم بأن ثورة فبراير كانت تخلص روسيا «الصارخ» من البرجوازية. آمن السوفييت أيضًا بأن الحكومة المؤقتة سوف تتولى مهمة تطبيق الإصلاحات الديمقراطية وتمهيد الطريق أمام ثورة بروليتارية. على الرغم من أن لينين في أطروحات أبريل نظر إلى تشكيل أي حكومة غير قائمة على دكتاتورية البروليتاريا هو «خطوة رجعية»، لكن الحكومة المؤقتة بقيت هيئة حاكمة مسيطرة على السلطة.
أدت الحملات العسكرية الفاشلة في صيف عام 1917 من جهة، والاحتجاجات وأعمال الشغب الواسعة في المدن الروسية الكبرى (المعروفة باسم أيام يوليو، والتي شجع عليها لينين في أطروحاته) من جهة أخرى إلى نشر قوات عسكرية في أواخر أغسطس من أجل إعادة النظام. قُمعت حركات أيام يوليو وأُلقي اللوم على البلشفيين مما أجبرهم على الاختباء. لكن وبدلًا من استخدام القوة، انضم العديد من الجنود وأفراد الجيش إلى المتمردين مما شكل إهانة للحكومة والجيش بشكل عام. خلال هذا الوقت ازداد التأييد للبلشفيين وانتُخب ليون تروتسكي أحد رموزهم البارزة كرئيس جديد لمجلس بيتروغراد، والذي امتلك سلطة مطلقة على دفاعات المدينة وقوتها العسكرية.
في الرابع والعشرين من أكتوبر في الأيام الأولى لثورة أكتوبر، تحركت الحكومة المؤقتة ضد البلشفيين، معتقلة الناشطين ومدمرة وسائل الدعاية المؤيدة للشيوعية. تمكن البلشفيون من تصوير هذا الأمر كاعتداء على المجلس الشعبي وحصلوا على الدعم من أجل سيطرة الحرس الأحمر لبيتروغراد على الحكومة المؤقتة. سيطر الحرس الأحمر على المكاتب الإدارية والمباني الحكومية بأقل معارضة وسفك دم ممكنين. يوجد إجماع على تحديد نهاية هذه الفترة الانتقالية للثورية -والتي قادت إلى تشكيل اتحاد الجمهوريات الاشتراكية السوفييتية- باقتحام واحتلال القصر الشتوي ضعيف الحماية، والذي كان مكان إقامة تقليديًا ورمزًا لسلطة القيصر، وذلك في ليلة السادس والعشرين من أكتوبر عام 1917.
مذعورين من التصرفات العنيفة والفاسدة للحرس الأحمر والبلشفيين، هرب المنشفيك والجناح اليميني للثوار الاشتراكيين من بيتروغراد، تاركين السلطة في أيدي البلشفيين وبقية الثوار الاشتراكيين اليساريين. في الخامس والعشرين من أكتوبر عام 1917، أسس الدستور الروسي المقرر لعام 1918 مجلس المفوضين الشعبيين (سوفناركوم) كذراع تنفيذي للمجلس الروسي الكلي للسوفييت. بحلول السادس من يناير عام 1918، أقرت اللجنة الروسية الكلية التنفيذية المركزية بدعم من البلشفيين حل الجمعية التأسيسية الروسية التي كانت تعمل على تأسيس جمهورية روسية ديمقراطية فدرالية غير بلشفية كشكل دائم للحكم وفقًا لجلسة بيتروغراد المعقودة في الخامس والسادس من يناير عام 1918. في الاجتماع الثالث للمجلس الروسي الكلي للسوفييت بتاريخ الخامس والعشرين من يناير عام 1918، دُعيت الدولة عديمة الاسم باسم الجمهورية الروسية السوفييتية. 

## روسيا السوفيتية
قام البلاشفة بحل مجموعة من مؤسسات الدولة، وقتلوا القيصر وعائلة المأسورين في أحد قواعد الجيش، مما أدى إلى إعلان حركة البيض الموالية للقيصر الحرب على الدولة الجديدة وهو ما أدى بدوره إلى قيام الحرب الأهلية، وقد انتهت الحرب الأهلية في 1921 مما أعطى البلاشفة وقتا لتأسيس دولة تشمل حدود الإمبراطورية الروسية السابقة تحت حكم النظام الشيوعي.

## التأسيس
في 28 ديسمبر 1922 في مؤتمر المندوبيين المفوضيين من جمهورية روسيا السوفيتية وجمهورية ماوراء القوقاز السوفيتية وجمهورية أوكرانيا السوفيتية وجمهورية بيلاروسيا السوفيتية تم الموافقة على معاهدة إنشاء اتحاد الجمهوريات السوفيتية الاشتراكية وتم إعلان الدولة الجديدة ذات النظام الشيوعي